# Hapsidophrys smaragdina
Hapsidophrys smaragdina är en ormart som beskrevs av Schlegel 1837. Hapsidophrys smaragdina ingår i släktet Hapsidophrys och familjen snokar. Inga underarter finns listade i Catalogue of Life.
Arten förekommer i tropiska skogar i centrala Afrika. Honor lägger ägg.